# Rezolucja Rady Bezpieczeństwa ONZ nr 1653
Rezolucja Rady Bezpieczeństwa ONZ nr 1653 została uchwalona 27 stycznia 2006 podczas 5359. posiedzenia Rady, odbywającego się w Nowym Jorku.
Rezolucja nie zawiera żadnych postanowień o wiążącej mocy prawnej. Stanowi jedynie przegląd ostatnich wydarzeń w regionie Wielkich Jezior Afrykańskich, w szczególności na terytorium Demokratycznej Republiki Konga i Burundi. Wymienia najważniejsze działania ONZ na tym obszarze prowadzone w ostatnim czasie i kreśli pożądane kierunki rozwoju sytuacji na najbliższą przyszłość. 